# Oswaldo Morejón
Oswaldo Morejón Martínez (nacido el 4 de agosto de 1978 en Mérida, Yucatán, México) es un exjugador profesional en la Liga Mexicana de béisbol, conocido por ser una insignia del equipo de béisbol Leones de Yucatán durante varios años, en donde fue capitán y pieza fundamental para ganar el campeonato del 2006.

## Reseña biográfica
Desde muy pequeño mostró gusto y pasión por el béisbol; a los 6 años de edad comienza su carrera en la Liga Yucatán.
En 1993 los Diablos Rojos del México lo firmaron con apenas 15 años de edad, por recomendación de Alberto Joachin en ese entonces jefe de buscadores de los Diablos, quien vio al joven en una competencia nacional. 
En 1995 llega al equipo de su ciudad natal, los Leones de Yucatán mediante un cambio de peloteros y hace su debut en la Liga Mexicana de Béisbol en 1997, ante los desaparecidos Langosteros de Cancún en donde se fue de 3-0 en el triunfo de las fieras 7-3.
Su primer imparable en el máximo circuito de béisbol en México fue el 22 de marzo de 1997, en la ciudad de Villahermosa, en donde los melenudos cayeron 4-6.
Permaneció en la organización melenuda desde su debut hasta el año 2013, cuando fue enviado a los Vaqueros de Unión Laguna en donde jugó por tres años para luego volver a la cueva y retirarse con el equipo que lo vio nacer.
En el 2016 anuncia su retiro de los campos de béisbol, la directiva melenuda comandada por los Hermanos Arellano, a manera de homenaje por su gran trayectoria deciden retirar su número el 4 de agosto del mismo año.
En el 2017 permanece en la organización melenuda como couch de banca, en el 2018 se le asigna como couch de primera base con la organización melenuda.
El habilidoso camarero cuenta con más de dos mil hits en la pelota veraniega de béisbol, es el  yucateco con más incogibles en la Liga Mexicana de Béisbol.
Actualmente funge como manager de los Piratas de Campeche.
Oswaldo Morejón es el fundador de la primera Liga Femenil de béisbol en el estado de Yucatán y principal promotor de Béisbol Femenil en México, desde 2010 promueve el BÉISBOL en la modalidad femenil en Yucatán y en el país.

## Distinciones
- El 4 de agosto de 2016, como un homenaje y en honor a su gran trayectoria, la directiva melenuda decide retirar su número, el cual se encuentra en el pabellón de los inmortales, ubicado en el interior del Parque Kulkulcán Álamo.